# Het spookslot aan de Loire
Het spookslot aan de Loire is het derde gepubliceerde 'Schaduw'-verhaal van Havank. De eerste druk verscheen in 1936 bij A.W. Bruna & Zoon. 22 jaar later verscheen het voor het eerst in de Zwarte Beertjes-serie.

## Plot
Hoofdinspecteur Bruno Silvère verheugt zich op een Kerst in Parijs met zijn oude vriend Hans Uyttenbogaert en zijn gezin, maar al snel wordt zijn hulp ingeroepen bij een moord met occulte ondertonen op een oud Frans kasteel. Silvère, Uyttenbogaert en de Schaduw worden op het kasteel geconfronteerd met een dader die nergens voor terugdeinst, en hebben niet alleen met stoffelijke tegenstanders te maken.